# Rafael Compta
Rafael Compta, también como Compte y Cuenta, (Vich, c. 1761 – Gerona o Vich, 5 de agosto de 1815) fue un compositor y maestro de capilla español. Destacó por sus composiciones en la Catedral de Gerona, donde se ordenó sacerdote.

## Vida
Nació en Vich en el seno de una familia musical. Su formación musical fue en la Catedral de Vich, como infante del coro, donde permaneció ocho años y estudió violín. Posteriormente partió a Barcelona para perfeccionarse en el instrumento y estudiar Composición.
Tras estudiar teología, realizó sin éxito las oposiciones para las plazas de maestro de capilla en Valencia, Valladolid y de la iglesia parroquial de Santa María del Pino de Barcelona, donde fue violinista. También fue maestro de capilla segundo de la sede barcelonesa.
El 17 de marzo de 1794 ingresó en el magisterio en la Catedral de Gerona por oposición, sustituyendo a José Pons. De hecho, las oposiciones habían sido ganadas por su hermano, Antonio, que renunció al cargo en favor de su hermano. Rafael conservó el beneficio correspondiente hasta su muerte. Allí se ordenó sacerdote y allí se concentra gran parte de su obra compositiva. Como maestro de capilla era responsable de la enseñanza de los monaguillos y presidir los tribunales de las oposiciones de músicos. El 16 de julio de 1797 cantó su primera misa en Vich. Colaboró con jóvenes músicos de Vich, llevándolos a Gerona.
Compta estuvo en Gerona durante la invasión napoleónica y sufrió el asedio de la ciudad. Es sus composiciones se ve una fuerte ideología contraria a los franceses.
El lugar y la fecha de su fallecimiento no está claro. Autores como Pinyol lo dan fallecido en Vich entre julio y agosto de 1815, otros como Civil no dan el lugar de fallecimiento, pero lo sitúan en 1820. Otros autores lo hacen fallecido en Gerona, cuando regresaba desde Vich en agosto de 1815.
Su hermano, Pedro Antonio Compta (Vich, c. 1759 - Segovia, 17 de junio de 1818), fue maestro de capilla de la Catedral de Segovia a partir de 1793.

## Obra
El 2 de marzo de 1814 llegó Fernando VII a Gerona, y el maestro Compta estrenó su obra Te Deum para ocho voces, dos corales y orquesta. Entre las obras que se conservan, se encuentran ochenta y cinco en el Archivo Capitular de Gerona, una obra en la Biblioteca de Cataluña (una cantata) y un pequeño fragmento de sinfonía en el Archivo Diocesano de Girona.
Entre sus obras se encuentran dos composiciones antifranceses: el villancico Saltando y brincando y la melodía Te Deum (1814), basada en el canto popular antinapoleónico Napoleó tenia cent soldats [Napoleón tenía cien soldados]. El primero, Saltando y brincando se estrenó en 1813:

afuera las manfrinas
Y las bolangeras
Renovemos hoy dia
Nuestras boleras
Y la española baylaremos
Un poco la farandola

Manfrinas y bolangeras eran bailes de moda de origen francés y Compta anima a su público a no bailar bailes de origen francés, sino otros de raigambre española.
Las obras que se conservan en el Archivo Capitular son de carácter litúrgico y paralitúrgico en lengua vernácula, de las que destacan treinta y tres gozos y veintiún villancicos. Entre las otras obras encontramos dos misas, un Magnificat, un Te Deum, dos motetes, rosarios y un Rondó con violines y fagot, que es la única obra profana que se conserva. Sus obras suelen constar de una plantilla instrumental constituida para cuerda y viento con refuerzo del contrabajo, siguiendo la estética europea de la época.